# Nancy Carell
Nancy Ellen Walls Carell (Cohasset, 1966. július 19. –) amerikai színésznő, komikus és író.
Leginkább a Saturday Night Live, a The Daily Show és az Office című műsorokból ismert. 2016-ban férjével, Steve Carell-lel közösen alkották meg a TBS-es Angie Tribeca – A törvény nemében című vígjátéksorozatot.

## Fiatalkora
A massachusettsi Cohassetben született és nőtt fel. A Boston College-ban végzett 1988-ban. Főiskolásként tagja volt az „Anyám bolhája” improvizációs társulatnak.

## Magánélete
Carell Steve Carell színész és komikus felesége, akivel akkor ismerkedett meg, amikor a Second Cityben tanult egy improvizációs kurzuson, ahol a férfi tanított. Két gyermekük van, Elisabeth és John.

## Filmográfia
- Saturday Night Live – önmaga / több szerep (1995–1996) (20 epizód)
- The Daily Show – levelezőtárs (1999–2002) (90 epizód)
- Ki nevel a végén? – légiutas-kísérő (2003) [6]
- 40 éves szűz – egészségügyi klinikai tanácsadó (2005)[7]
- Office – Carol Stills (2005–2006, 2010, 2013) (7 epizód)
- The Goode Family – Helen Goode (2009) (13 epizód)
- Koszorúslányok – Helen teniszpartnere (2011)
- Míg a világvége el nem választ – Linda Petersen (2012)[6]
- Angie Tribeca – A törvény nemében (2017) – Katy Perry (2 epizód)

## Fordítás
- Ez a szócikk részben vagy egészben  a   Nancy Carell című angol Wikipédia-szócikk fordításán alapul.  Az eredeti cikk szerkesztőit annak laptörténete sorolja fel. Ez a jelzés csupán a megfogalmazás eredetét és a szerzői jogokat jelzi, nem szolgál a cikkben szereplő információk forrásmegjelöléseként.